# Noah Nartey
Noah Teye Nartey (født 5. oktober 2005) er en ghanesisk-dansk fodboldspiller, der spiller for Brøndby IF. Han er også bror til fodboldspiller Nikolas Nartey.

## Karriere

### Tidlig karriere
Nartey er født i Bagsværd, Storkøbenhavn og blev opvokset i Værebroparken.[kilde mangler] Han meldte sig ind i FC Gladsaxe på alderen af 6. Senere som 12-årig, kom han ind på FC Københavns akademi.

### Brøndby IF
I august 2021 underskrev Nartey med FC Københavns største rival, Brøndby IF, og sluttede sig til deres U17 hold. I november 2022 underskrev han en kontraktforlængelse med klubben til 2025.
I sæsonen 2023-24 sluttede Nartey sig til Brøndbys førstehold i præ-sæsonens træningslejr. Den 25. februar 2024 fik han sin debut i Superligaen i en kamp mod Odense BK.